# Jean Baptiste Schwilgué
Jean Baptiste Schwilgué (Strasburgo, 18 dicembre 1776 – Strasburgo, 5 dicembre 1856) è stato un orologiaio francese.

## Biografia
Già nel 1788 era affascinato dal mondo dell'orologeria e studiò, da autodidatta, le conoscenza legate alla sua arte. 

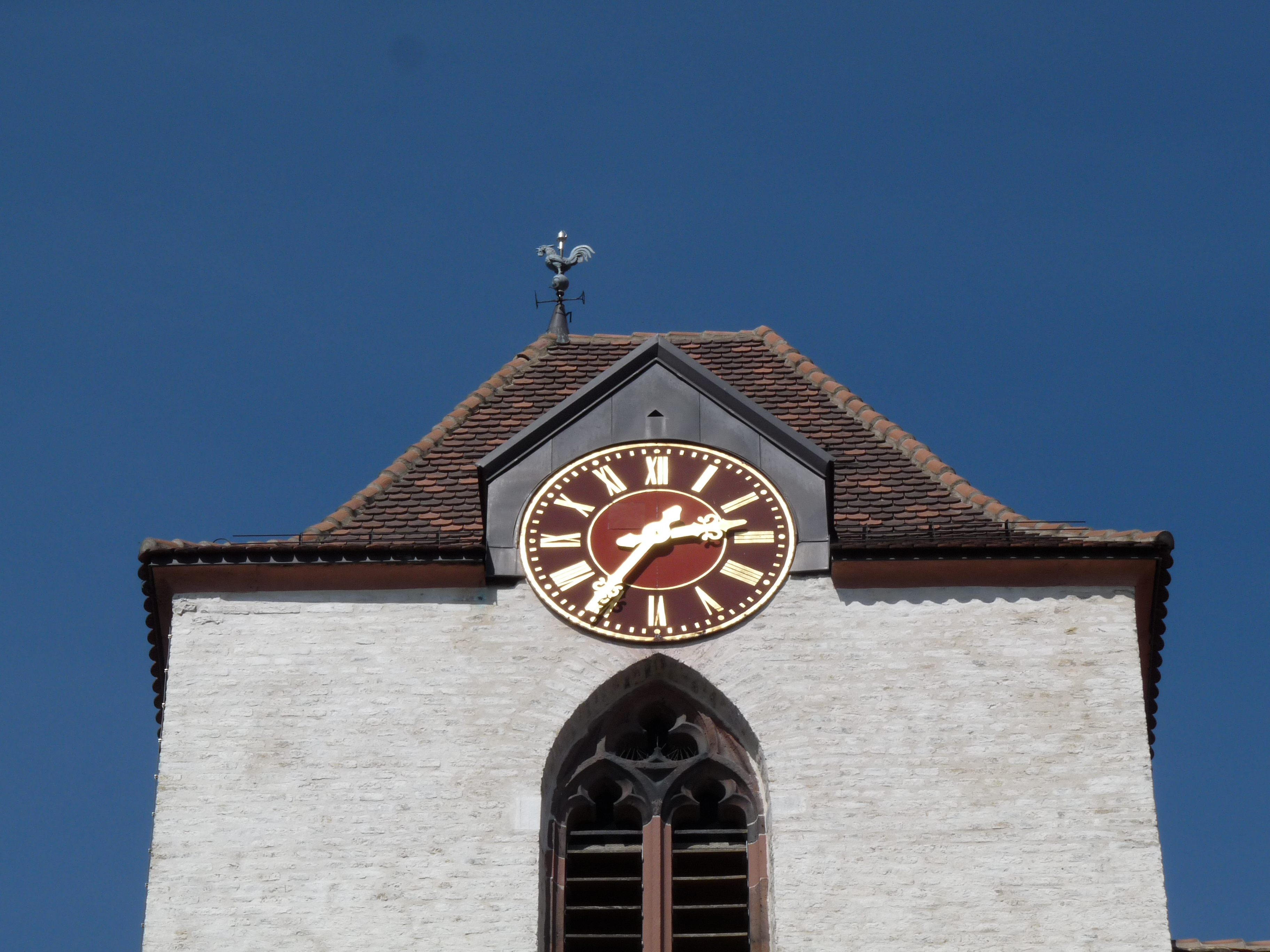
Quadrante di orologio della chiesa di Sainte-Aurélie a Strasburgo

Dal 1827 al 1837, Schwilgué si mise in società con Frédéric Rollé per la fabbricazione e il miglioramento delle bilance inventate da Alois Quintenz. 
Schwilgué è ricordato principalmente per aver restaurato, tra il 1838 ed il 1842, l'orologio astronomico della cattedrale di Strasburgo, risalente al XVI secolo e rimasto in abbandono per circa 50 anni. Tale restauro ha portato l'orologio alle condizioni in cui si presenta tuttora; le sue caratteristiche più notevoli sono il suo calcolo delle date legate ad avvenimenti ecclesiastici (Natale, Pasqua) e l'indicazione delle posizioni del Sole e della Luna. 
Il calcolo di Schwilgué utilizza un modello che aveva costruito nel 1821, da allora scomparso. Il principio di Schwilgué fu successivamente ripreso, in particolare da Klinghammer e Daniel Vachey. 

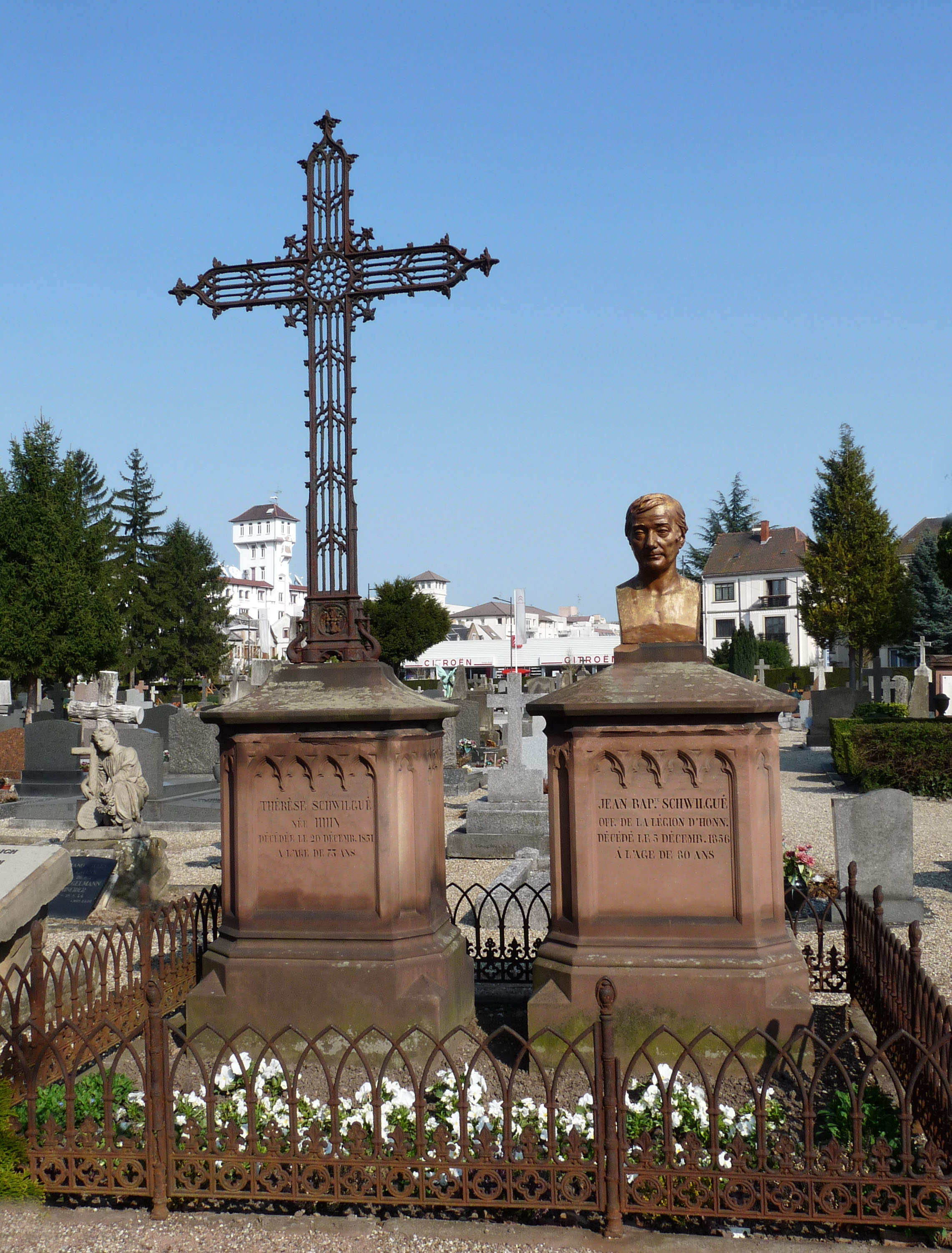
Tomba di Jean-Baptiste Schwilgué

Schwilgué morì nel 1856 ed è sepolto nel cimitero di Sainte-Hélène a Strasburgo. La sua tomba è costituita da due monumenti in arenaria rosa, uno sormontato da un'alta croce neogotica, l'altro da un suo busto,  realizzati dallo scultore André Friedrich. 
Suo figlio Charles gli subentrò fino al 1858, in seguito furono i suoi dipendenti, i fratelli Ungerer, a occuparsi dell'azienda.

## Orologi Schwilgué

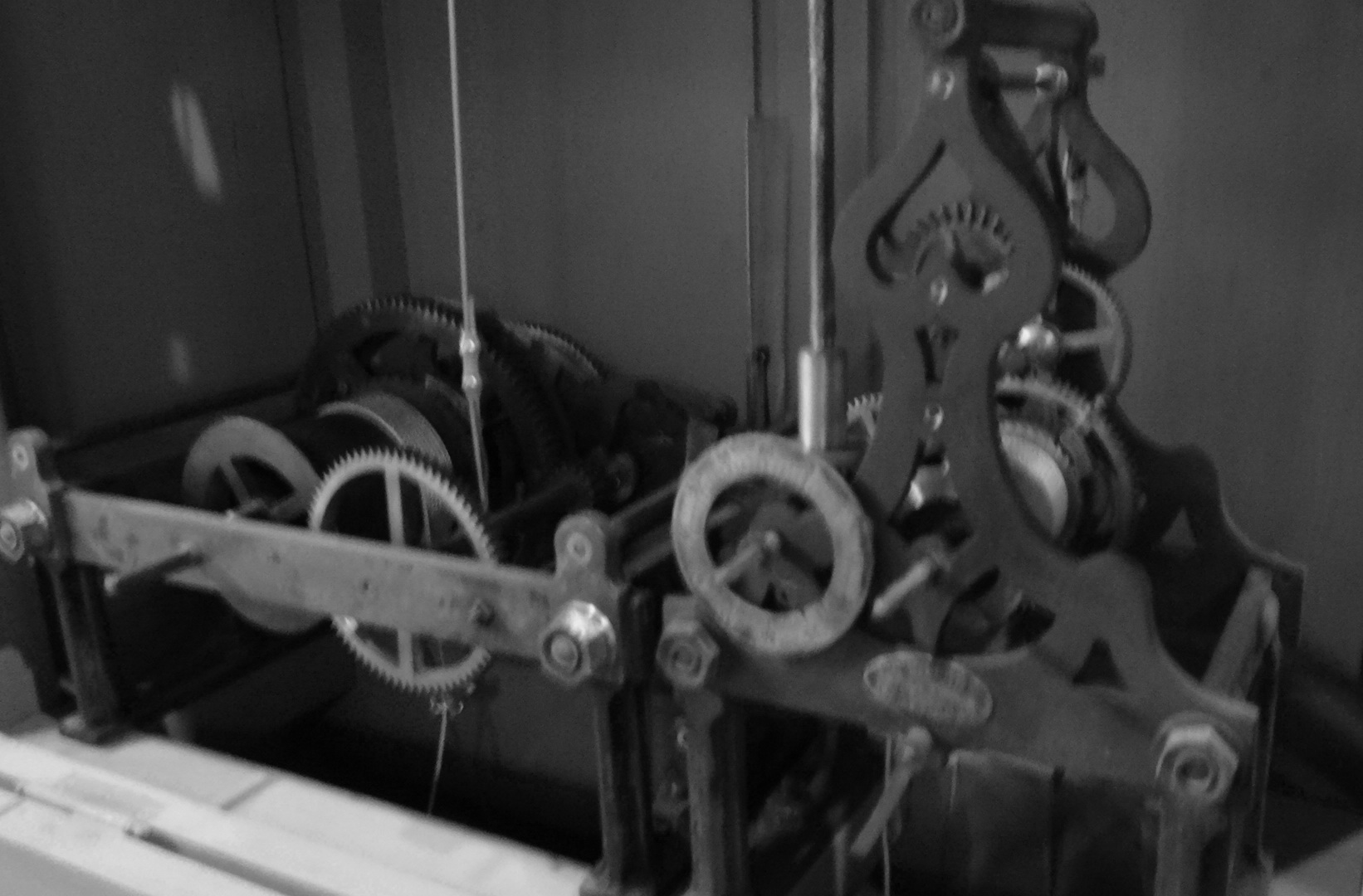
Orologio di Jean-Baptiste Schwilgué presso il centro di memoria Glassware dall'alto di Aniche

Schwilgué costruì circa 500 orologi meccanici. Alcuni di questi sono ancora esistenti. Un elenco dettagliato di orologi di Schwilgué è disponibile presso l'azienda Bodet di Vendenheim, che è subentrata alla società Ungerer. Ecco un elenco non esaustivo dei suoi orologi: 
- Sélestat: orologio della chiesa di Saint-Georges (1825) (restaurato da Sonorest e Colmar, inizialmente esposto all'Ufficio del turismo e dal 2010 nei nuovi archivi comunali di Sélestat)
- Strasburgo: orologio astronomico della cattedrale (restauro, 1838-1843)
- Wingen: orologio della chiesa di Saint Barthélémy (1844), il meccanismo è esposto al municipio di Wingen
- Strasburgo: Chiesa di Sainte-Aurélie (1845) (restaurato da Ets André Voegele)
- Cattedrale di Nostra Signora a Friburgo in Brisgovia (1851) (visibile nel campanile aperto al pubblico)
- Erstein (1850) (restaurato da Ets Bodet ed esposto a Etappenstall)
- Centro di memoria della vetreria dall'alto Aniche (1855)
- Remiremont (1855) (restaurato da Sonorest e Colmar ed esposto al Museo Charles de Bruyères)